# Медзани
Медза̀ни (на италиански: Mezzani, на местен диалект Mzàn, Мъдзан) е било община в северна Италия, провинция Парма, регион Емилия-Романя.
Административен център на общината е било село Медзани Супериоре (Mezzani Superiore), което е разположено на 26 m надморска височина. Сега територията е част от община Сорболо Медзани.